# Царске двери
Царске двери (грч. Ωραία πύλη — „прелепа врата”) су врата на иконостасу, која отварају средишњи пролаз ка олтарском простору у православним верским објектима. Кроз Царске двери само посвећени пролазе. У току литургије врата су затворена, а отварају се искључиво у одређеним тренуцима молитве. Проистекле су из древног обичаја одвајања светиње од додира са нечистим.

## Место и улога
Ранохришћанске олтарне преграде су постављане на источној страни или средини цркве. Имале су задатак да разделе свето од профаног, духовни свет од материјалног. Царске двери се постављају наспрам Часне трпезе. Најчешће су раскошно украшена. Мотив који је најчешће представљен на Царским дверима су Благовести са четири Јеванђелиста. 

## Историјат
Најстарије Царске двери Српске православне цркве сачуване су у манастиру Хиландар. Направљена су почетком 12. века, а припадала су старом манастиру Хиландариону који су оправили и настанили Сава и Симеон Немањић. Израђене су од чемпресовог дрвета, украшене сребром, калајем, седефом и корњачевином.

## Симболика
Сомболика Царских двери, нарочито њиховог отварања и затварања представља веома значајан мотив у православној теологији. Отварање означава обећање да ће се вернима отворити Царство небеско. Затварање, међутим, означава да су људи лишени небеског раја услед њиховог пада у грех.
Царство Божје је унутра, у вама.